# Reisepass der Deutschen Demokratischen Republik

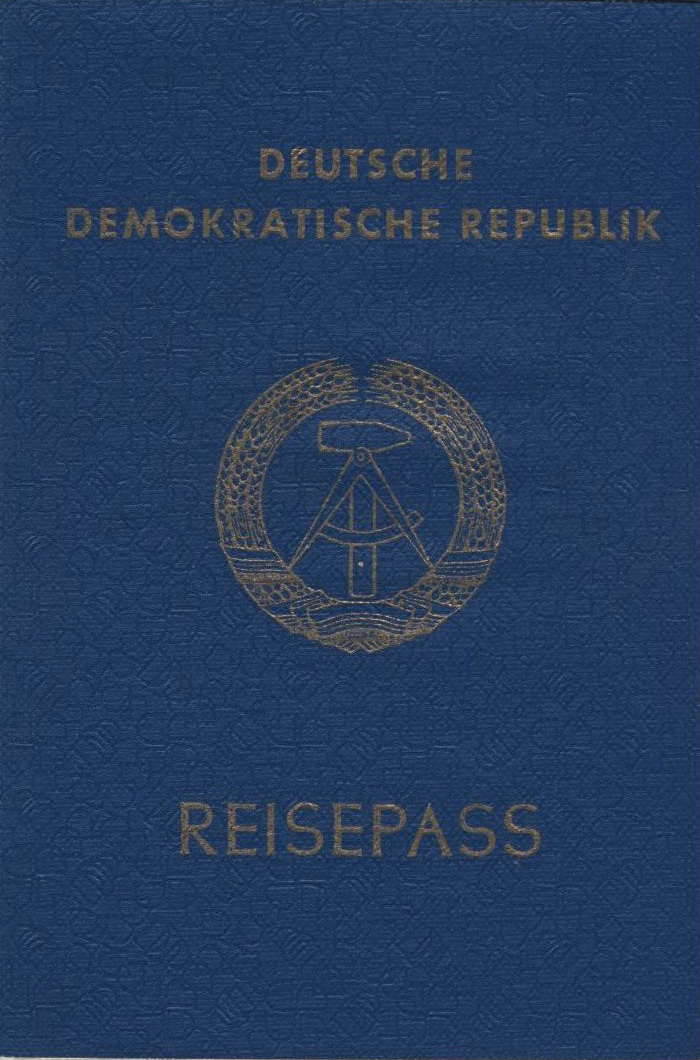
Reisepass der DDR

Der Reisepass der Deutschen Demokratischen Republik war ein Reisedokument, das Bürgern der Deutschen Demokratischen Republik für internationale Reisen ausgegeben wurde. Bei diesem Reisepass handelte es sich um ein hoheitliches Dokument, dessen Ausgestaltung im Passgesetz der Deutschen Demokratischen Republik geregelt wurde.

## Geschichte
Bereits vor Gründung der DDR im Oktober 1949 gab es eine Demarkationsgrenze zwischen den beiden späteren deutschen Staaten, deren Übertritt ab dem Jahr 1946 nur mit einem Interzonenpass erlaubt war. Ab November 1953 verzichteten die Bundesrepublik Deutschland und die DDR auf diese Pässe, da die Alliierten die Zuständigkeit für die Ausstellung dieser Pässe an die beiden deutschen Staaten abgaben. Die DDR erließ im September 1954 das Paß-Gesetz der Deutschen Demokratischen Republik und stellte eigene Reisepässe aus. Im Juni 1979 wurde das Passgesetz durch ein neues ersetzt. Eine letzte Anpassung erfolgte 1988 durch die Verordnung über Reisen von Bürgern der Deutschen Demokratischen Republik nach dem Ausland, die bis zum Einigungsvertrag 1990 Bestand hatte.
Seit dem  Beitritt der DDR zur Bundesrepublik Deutschland wurde dieser durch den Reisepass der Bundesrepublik Deutschland abgelöst und mit Ablauf des Jahres 1995 ungültig.
Im Jahr 1989 waren ungefähr vier Millionen DDR-Bürger im Besitz eines Reisepasses. Dies lag darin begründet, dass für viele private Reisen in das sozialistische Ausland in der Regel der Personalausweis mit Reiseanlage für den visafreien Reiseverkehr ausreichend war. Hergestellt wurden die Reisepässe bis 1990 im VEB Deutsche Wertpapierdruckerei in Leipzig.

## Format
Der Reisepass der DDR war blau und besaß auf der Vorderseite eine goldfarbene Prägung mit dem Staatswappen der Deutschen Demokratischen Republik und dem Text Reisepass und Deutsche Demokratische Republik. Er verfügte über 24 bzw. 48 Seiten und hatte die Maße von 15 × 10 cm. Bis ungefähr Mitte der 1980er Jahre wurden die Pässe als Hardcover in vier Sprachen (deutsch, französisch, russisch und englisch) ausgeführt, danach als Softcover in drei Sprachen ohne die englische. Die Seitenaufteilung enthielt bis Seite sechs die persönlichen Angaben, Geltungsdatum, eingetragene Kinder, Passverlängerungen und den Geltungsbereich, meist mit Stempel „Gültig für alle Staaten und Westberlin“. Danach erfolgten die Eintragungen für die Visa.
Zudem wurden Diplomatenpässe in roter Farbe, Dienstpässe und Fremdenpässe in grüner Farbe ausgegeben.